# Кубок Фарерських островів з футболу 2012
Кубок Фарерських островів з футболу 2012 — 58-й розіграш кубкового футбольного турніру на Фарерських островах. Титул вдруге здобув клуб Вікінгур.

## Календар
| Раунд            | Дата             | Матчі | Клуби   |
| ---------------- | ---------------- | ----- | ------- |
| Попередній раунд | 24 березня 2012  | 2     | 18 → 16 |
| 1/8 фіналу       | 9 квітня 2012    | 8     | 16 → 8  |
| 1/4 фіналу       | 25 квітня 2012   | 4     | 8 → 4   |
| 1/2 фіналу       | 9/23 травня 2012 | 4     | 4 → 2   |
| Фінал            | 25 серпня 2012   | 1     | 2 → 1   |

## Попередній раунд
| Команда 1       | Рахунок | Команда 2    |
| --------------- | ------- | ------------ |
| 24 березня 2012 |         |              |
| Ундрід (3)      | 1:0     | Ройн (3)     |
| Гіза/Гойвік (3) | 3:2     | Мідвагур (4) |

## 1/8 фіналу
| Команда 1     | Рахунок      | Команда 2       |
| ------------- | ------------ | --------------- |
| 9 квітня 2012 |              |                 |
| Сувурой (2)   | 5:0          | Скала (2)       |
| Клаксвік      | 4:2          | НСІ Рунавік     |
| АБ Аргир (2)  | 5:2          | Гіза/Гойвік (3) |
| Вікінгур      | 1:0          | Б36 Торсгавн    |
| Фуглафйордур  | 2:4          | ЕБ/Стреймур     |
| Б68 Тофтір    | 2:1          | 07 Вестур (2)   |
| Творойрі      | 1:3          | ГБ Торсгавн     |
| Ундрід (3)    | 5:5 пен. 3:5 | Б71 Сандур (2)  |

## 1/4 фіналу
| Команда 1      | Рахунок | Команда 2      |
| -------------- | ------- | -------------- |
| 25 квітня 2012 |         |                |
| Сувурой (2)    | 5:1     | Б71 Сандур (2) |
| АБ Аргир (2)   | 1:3     | ЕБ/Стреймур    |
| Клаксвік       | 3:5 дч  | ГБ Торсгавн    |
| Б68 Тофтір     | 1:2 дч  | Вікінгур       |

## 1/2 фіналу
| Команда 1        | Заг.    | Команда 2   | 1-й матч | 2-й матч |
| ---------------- | ------- | ----------- | -------- | -------- |
| 9/23 травня 2012 |         |             |          |          |
| Вікінгур         | 2:2 (ч) | Сувурой (2) | 1:0      | 1:2      |
| ЕБ/Стреймур      | 6:6 (ч) | ГБ Торсгавн | 4:1      | 2:5      |

## Фінал
| 25 серпня 2012 21:45 (EEST) |

| ЕБ/Стреймур                                | 3:3 дч   | Вікінгур (Гета)                               |
| ------------------------------------------ | -------- | --------------------------------------------- |
| Фредеріксберг 31' Ганссен 70' Нікласен 95' | Протокол | Г.Дж.Джурхуус 55' Грегерсен 77' Г.Гансен 111' |

| «Торсволлюр», Торсгавн Глядачів: 2 579 Арбітр: Дагфінн Форна |

|                                                                            |     | Пенальті                                                                       |  |
| Ганссен · Даніелсен · Самуельсен · Ангел · М.Джурхуус · Торгард · А.Гансен | 4:5 | К.Л.Барталстову · Грегерсен · Г.Якобсен · Бассене · Бле · Б.Гансен · Е.Якобсен |  |